# Ömer Diler
Ömer Diler (* 1945 in Istanbul; † 18. März 2005 ebenda) war ein türkischer Numismatiker.

## Leben
Ömer Diler wurde als Sohn eines Arzneimittelproduzenten geboren und studierte Chemieingenieurwesen. Als sein Vater verstarb, veräußerten dessen Söhne die Fabrik und Ömer Diler konnte sich von seinem Anteil ins Privatleben zurückziehen. Er lebte fortan in Istanbul und in Alanya.

## Numismatik
Als Diler 1972 eine osmanische Goldmünze geschenkt wurde, begann er sich für Numismatik zu interessieren. Sein erstes Interessengebiet waren dementsprechend die Münzen der Osmanen. Er konnte tausende von Gold-, Silber- und Kupfermünzen in Augenschein nehmen, bevor diese von Trödlern eingeschmolzen wurden. Aufgrund dieses Erfahrungsschatzes erlernte er das Wissen eines Numismatikers, zum Beispiel die Unterscheidung zwischen echten und gefälschten Münzen sowie das Erkennen seltener Münzen. Seine Interessengebiete erweiterten sich bald auch auf andere Bereiche der islamischen Numismatik. Er erlernte die osmanische Sprache und das Arabische, um Münzen lesen zu können und legte sich im Laufe der Jahre eine wachsende Bibliothek zu. Er befasste sich mit Münzen der Rum-Seldschuken, der Beyliks, der Ilchanen und auch der Osmanen.
Kurz vor dem Abschluss seiner beiden Bücher über ilchanische Münzen und Münzstätten des Islams verstarb er in Istanbul an Lungenkrebs.
Bereits seine Veröffentlichung Titles and Epithets of Islamic Towns gilt als gutes Referenzbuch. Sein posthum von seiner Frau Emine Nur Diler, Garo Kürkman und Johann-Christoph Hinrichs herausgegebenes Buch Ilkhans - Coinage of the Persian Mongols gilt als ein umfassend recherchiertes Werk über die 18 Herrscher der Dynastie der Ilchane und den Staat der Ilchane, der zwischen 1255 und 1357 bestand, sowie der Münzen dieser mongolischen Dynastie. In dem Buch werden 1676 Münzen der Dynastie eingehend beschrieben und abgebildet. Posthum erschien 2009 auch sein Buch über islamische Münzstätten.

## Veröffentlichungen

### Bücher
- mit Garo Kürkman: Alaiye paralari = Coinage of 'Ala'iye, Yenilik Basimevi, Istanbul 1981 (127 Seiten, 8 Tafeln)
- Sehir Lakaplari / Titles and Epilets of Islamic Towns, Istanbul 2001 (208 Seiten)
- Ilkhans - Coinage of the Persian Mongols, Istanbul 2006, ISBN 978-9944-5529-1-2 (654 Seiten, 10 Tafeln)
- Islamic mints / İslam darp yerleri, bearbeitet von Emine Nur Diler, Garo Kürkman, Johann-Christoph Hinrichs, Istanbul 2009, 3 Bände, ISBN 978-975-8428-18-2

### Aufsätze (Auswahl)
- İki Adet Damgalı Osmanlı Parası, in: TND Bülten No. 3, İstanbul 1978
- Bir Adet Her İki Tarafı Nakışlı Para, in: TND Bülten No. 3, İstanbul 1978
- Birkaç Nadir Akçe, in: TND Bülten No. 15, İstanbul 1985
- Gazan Mahmud'a Ait Larende Baskılı Bir Sikke, in: TND Bülten No. 21 İstanbul 1987
- Süleyman I' in Musul Dirhemi, in: TND Bülten No. 21, İstanbul 1987
- Ahmed I Ve Ahmed III'e Ait İki Tunus Akçesi, in: TND Bülten No. 22, İstanbul 1987
- Revan'da Darb Olmuş Bir Dirhem, in: TND Bülten No. 29-30, Ankara 1991
- Yeni Bir Bağdat Dirhemi, in: TND Bülten No. 29-30, Ankara 1991
- Değişik Bir Anonim Para/An Uncommon Anonymous Coin, in: TND Bülten No. 31, İstanbul 1992
- Salgurluların İlhanlılar Adına Kestirdiği Sikkeler / The Coins That Salghurids Have Minted in the Name of Ilkhanids, in: TND I. Uluslar arası Nümismatik Sempozyumu Bildiriler / The Notes of the first International Numismatic Symposium, 9 - 10. XI. 1993, İstanbul 1999